# Centre national du cinéma et de l'image animée
Il Centre national du cinéma et de l'image animée (Centro Nazionale del Cinema e dell'Immagine in Movimento), anche conosciuto come CNC, denominato fino al luglio 2009 Centro Nazionale di Cinematografia, è un ente amministrativo pubblico francese, dotato di personalità giuridica e di autonomia finanziaria, che è stato creato dalla legge del 25 ottobre 1946. È posto sotto l'autorità del Ministero della Cultura. Dal 2009 le sono state assegnate sei missioni principali: 1º regolamento cinema; 2º sostegno all'economia cinematografica, audiovisiva e multimediale; 3º promozione del cinema e dell'audiovisivo; 4º tutela e diffusione del patrimonio cinematografico; 5º azioni europee e internazionali; 6a commissione di classificazione.
Tra l'altro, contribuisce al finanziamento della Cinémathèque française.
Dominique Boutonnat presiede il CNC dal 24 luglio 2019.

## Cronologia dei presidenti
- Michel Fourré-Cormeray (1945–1952)[3]
- Jacques Flaud (1952–1959)[4]
- Michel Fourré-Cormeray (1959–1965)[5]
- André Holleaux (1965–1969)[6][7]
- André Astoux (1969–1973)[8]
- Pierre Viot (1973–1984)[9]
- Jérôme Clément (1984–1989)[10]
- Dominique Wallon (1989–1995)[11][12]
- Marc Tessier (1995–1999)[13][14]
- Jean-Pierre Hoss (1999–2001)[15][16]
- David Kessler (2001–2004)[17]
- Catherine Colonna (2004–2005)[18]
- Véronique Cayla (2005–2010)
- Éric Garandeau (2011–2013)[19]
- Frédérique Bredin (2013-2019)[20]
- Olivier Henrard (July 2019 - interim)[21]
- Dominique Boutonnat (July 2019 - current)